# Chronologie de la Grèce antique

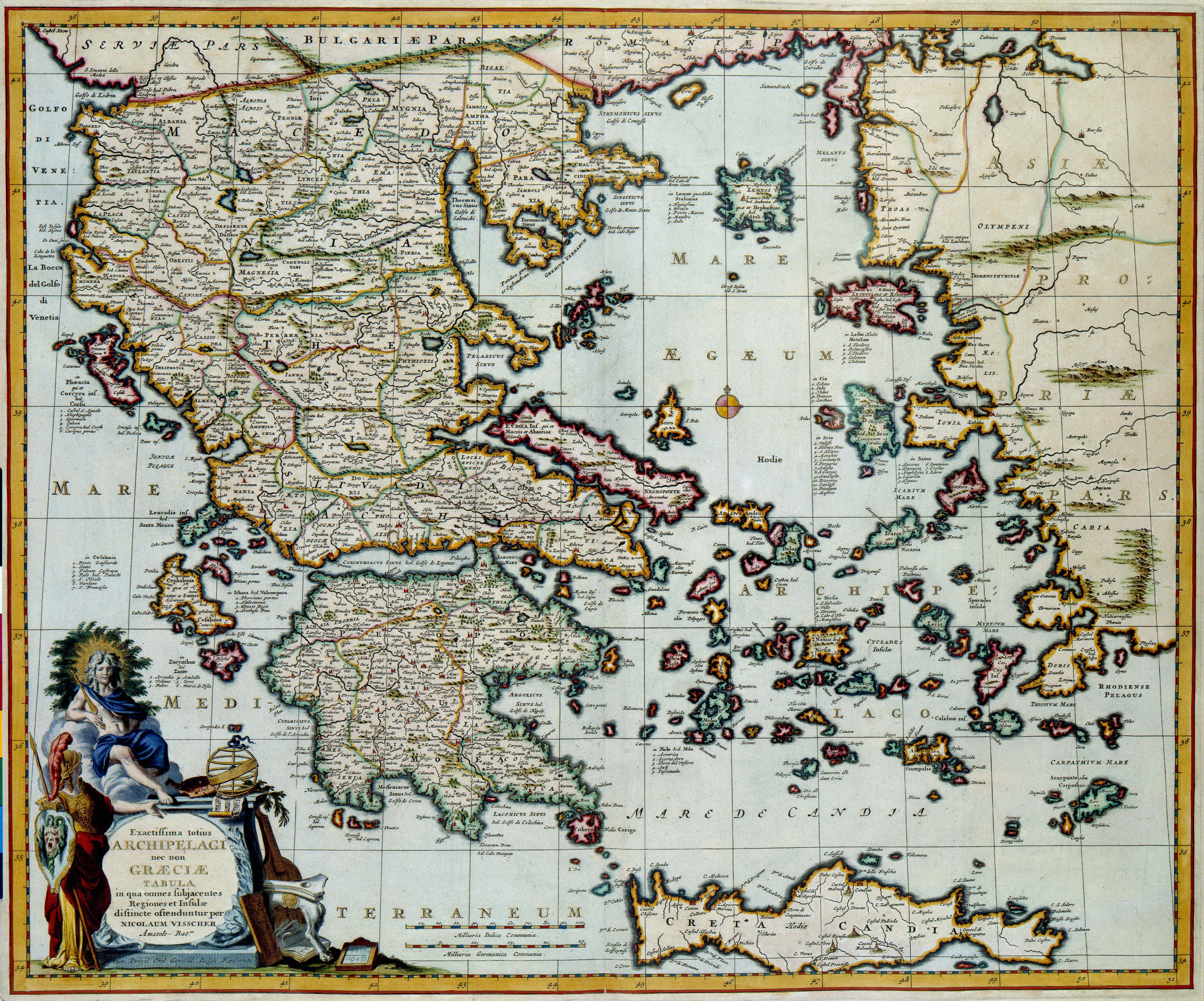
Carte de la Grèce continentale et de son archipel voisin, publiée en 1681 par Nicolaes Visscher II (1649-1702). (Visscher s'est inspiré sur le travail de la carte du cartographe danois Johann Lauremberg (1590-1658))

Pour un article plus général, voir Grèce antique.
Sauf précision contraire, les dates de cet article sont sous-entendues « avant l'ère commune » (AEC), c'est-à-dire « avant Jésus-Christ ».

## Méthode de détermination des dates
Déterminer des dates absolues dans l'Antiquité ne va pas de soi pour diverses raisons. L'histoire de la Grèce antique commence avant l'invention de l'écriture et le premier système d'écriture qui y est employé, le linéaire A, est non déchiffré ; de plus bien que le linéaire B soit déchiffré, les tablettes d'argile écrites avec ce système ne donnent pas de datation. Les méthodes utilisées par la communauté scientifique reposent sur l'archéologie et, lorsque c'est possible, sur des textes d'époque. De plus le mode de décompte du temps n'est pas unifié dans les différentes cités grecques. La datation de certains événements ne fait pas consensus chez les spécialistes.
Traditionnellement les Grecs utilisaient comme point de repère la liste des vainqueurs du stadion aux Jeux olympiques dont les premières épreuves auraient eu lieu en 776 et qui se déroulaient tous les quatre ans. Cette date est cependant sans doute fausse, la périodicité des éditions n'étant pas avérée à l'époque archaïque. Une datation absolue peut aussi être obtenue en utilisant des phénomènes astronomiques anciens ; le poète Archiloque a observé une éclipse solaire, qui est sans doute celle de 648, ce qui aide à situer les événements sur l'île de Thasos auxquels le poète a participé. L'éclipse du 15 juin 763 permet quant à elle de faire le lien entre la chronologie grecque et celle du Proche-Orient. Le rapprochement avec la chronologie égyptienne, bien connue, a également été opéré grâce à des céramiques égyptiennes trouvées en Grèce et datées par le règne du pharaon au pouvoir à ce moment-là.
L'archéologie fournit des méthodes de datation relative, notamment par l'évolution des styles artistiques, mais peut aussi proposer des datations absolues par des techniques telles que la datation par le carbone 14, la dendrochronologie ou la thermoluminescence ; ces méthodes présentes cependant des marges d'erreurs importantes ou des difficultés méthodologiques.

### Exemples d'événements de datation incertaine
- La date d'écriture des tablettes en linéaire B trouvées à Cnossos est située entre la fin du XVe siècle et celle du XIIIe siècle sans que l'on ait davantage de précisions[1];
- L'éruption minoenne à Santorin, bien située relativement à la chronologie d'autres régions, était supposée avoir eu lieu vers 1520 mais des datations au carbone 14 et par dendrochronologie en repoussent la date aux alentours de 1625 ; ces méthodes ont été appliquées à des restes d'olivier, peu fiable pour ce type de méthodes, et à des cendres volcaniques retrouvées au Groenland et que l'on pense être originaires de Santorin[1].

## Préhistoire et Protohistoire
- VIe - IVe millénaires : néolithique en Grèce.
- Vers 3000 : premières agglomérations en Crète. Arrivée des Minoens ?
- XXVIIe siècle : âge du bronze. Début de l'Helladique et du Minoen anciens.
- XXIIIe siècle : début du bronze moyen en Grèce. Destructions. Arrivée des Minyens ou « Proto-Grecs » ?
- XXIe siècle : premières formes palatiales en Crète.
- XXe siècle : passage à l'Helladique et au Minoen moyens.
- XVIIIe siècle : premiers palais crétois
- XVIIe siècle : destruction générale des sites crétois.
- Vers 1680 : seconds palais crétois.
- Vers 1650 : premières tombes de Mycènes. Arrivée des Mycéniens.
- Vers 1650 : éruption du volcan de Santorin. Il existe une incertitude d'une cinquantaine d'années (entre 1650 et 1598).
- XVIe siècle : apogée des palais de Cnossos.
- 1600 - 1580 : passage à l'Helladique et au Minoen récents.
- Vers 1450 : destruction générale des sites crétois. Occupation mycénienne de Cnossos.
- 1450 - 1350 : apogée des palais mycéniens.
- XIVe siècle : archive de Cnossos en linéaire B.
- XIVe - XIIIe siècles : expansion mycénienne.
- Vers 1250 : guerre de Troie.
- Vers 1200 : archives de Pylos en linéaire B. Perturbations générales.
- 1194 - 1184 : guerre de Troie, selon la chronologie hellénistique. La guerre de Troie est daté par Eratosthène de Cyréne (historien grec de la période hellénistique) de 1184.

## Époque archaïque
- Vers 1200 : rupture des relations internationales. Éclatement et déclins des communautés mycéniennes. Début des siècles obscurs.
- Vers 1180 : La bataille du delta du Nil entre l'Égypte et les Peuples de la mer (parmi lesquels se trouvaient des Grecs) se solde par une victoire égyptienne.
- 1104 : « retour des Héraclides » ou invasion dorienne, selon les traditions antiques.
- Vers 1104, 884 ou 776 : dates attribuées à Lycurgue dans les différentes chronologies.
- 1102 : début de la liste des rois à Sparte.
- Vers 1100 : Fondation légendaire phénicienne de Gadès (Cadix).
- Début du XIe siècle : Destructions signalées sur plusieurs sites du monde grec, dont Mycènes et Tirynthe. Fortafication de l'isthme de Corinthe par les Corinthiens.
- 1077 - 1044 : dates traditionnelles de la fondation de Milet en Asie Mineure.
- Milieu du XIe - Xe siècles : Peuplement grec de la côte d'Asie.
- Vers 1050 : début de l'époque proto-géométrique en Grèce.
- Vers 1000 : Début de l'âge du fer en Grèce.
- Vers 950 : tombe royale de Lefkandi d'Eubée (peut-être l'ancienne Érétrie). Premières traces de culte de Zeus à Olympie. Premier groupement grec à caractère urbain à Smyrne (Asie Mineure).
- Vers 900 : début de l'époque géométrique en Grèce.

### IXesiècle
- IXe siècle : Synœcisme à Sparte.
- 814 : fondation phénicienne de Carthage en Méditerranée occidentale.
- Fin IXe siècle : premières traces de culte à Delphes. Synœcisme de l'Attique autour d'Athènes.

### VIIIesiècle
- Début VIIIe siècle : mise en forme présumée de l’Iliade.
- Vers 800 : fondation grecque d'Al-Mina aux confins de la Syrie et de l'Anatolie. Installation Étrusque en Toscane.
- 776 : premiers concours panhelléniques, à Olympie.
- Vers 775 : premières traces grecques sur l'île d'Ischia (Pithécusses).
- Milieu VIIIe siècle : apparition de l'écriture. Fin du haut-archaïsme grec.
- 757 - 738 : première guerre de Messénie selon la chronologie traditionnelle.
- 756 : fondation de Cyzique, sur la Propontide (mer de Marmara).
- 754 : début de la liste des éphores à Sparte.
- Vers 752 : début des magistratures décennales puis annuelles, à Athènes. Chute de la monarchie.
- Vers 750 : fondation grecque d'Ischia en Campanie. Fondation légendaire d'Ibiza par Carthage. Amyclées, au sud de la Laconie devient le lieu de fêtes pan-laconiennes.
- 750 : fondation de Cumes dans la baie de Naples.
- 747 : Assassinat du roi Télestès à Corinthe, oligarchie des Bacchiades.
- Vers 736 - 716 : première guerre de Messénie.
- 734 - 733 : fondation de Naxos et de Syracuse et implantations grecques en Sicile.
- Vers 730 : contrôle du détroit de Messine par les Grecs.
- 730 - 725 : plus anciens vestiges archéologiques trouvés sur le site de Carthage.
- 728 : Chute de la monarchie à Thèbes.
- Vers 720 : construction des grands temples de Smyrne et de Samos.
- 708 : fondation de Parion, au nord de l'Hellespont.
- 706 : fondation de Tarente et implantation grecque en Italie du Sud.
- Vers 700 : construction des temples de Corinthe et d'Argos. Réaménagement urbain de Smyrne. Annexion d'Éleusis par Athènes.
- Fin VIIIe siècle : mise en forme présumée de l'Odyssée. Temple et agora de Dréros, en Crète. Guerre lélantine, entre Chalcis et Érétrie d'Eubée. Navigation dans les détroits.

### VIIesiècle
- 690 : aménagement du sanctuaire panhellénique de Poséidon, sur l'isthme de Corinthe.
- Vers 687 : Gygès fonde la dynastie des Mermnades en Lydie. Protectorat sur les cités d'Ionie.
- 686 : fondation de Chalcédoine, à l'entrée du Bosphore.
- Vers 683 : Archontat annuel et institution des six thesmothètes à Athènes.
- Vers 675 : invasion des Cimmériens, un peuple scythe de la steppe. Destruction de l'Artémision d'Éphèse.
- 669 - 668 : guerre entre Sparte et Argos. Défaite d'Hysiæ. Apparition de la phalange.
- Vers 668 - 654 : seconde guerre de Messénie.
- 664 : première bataille navale connue en Grèce antique ; elle oppose Corinthe et Corcyre[2].
- 657 : fondation de Byzance, à l'entrée du Bosphore, en face de Chalcédoine. Établissement de la tyrannie des Cypsélides à Corinthe selon la chronologie traditionnelle.
- 656 : fondation d'Istros, à l'embouchure du Danube et implantation grecque en mer Noire.
- 652 : mort de Gygès et avènement d'Alyattes.
- 651 : fondation de Lampsaque, sur l'Hellespont.
- Milieu du VIIe siècle : activité du poète Tyrtée.
- 2e moitié du VIIe siècle : première loi écrite.
- Vers 650 - 630 : tyrannie de Pheidon à Argos.
- Vers 646 : fondation d'Olbia, à l'embouchure du Dniepr.
- Vers 640 : première figuration de la phalange (vase Chigi).
- Vers 636 ou 632 : tentative tyrannique de Cylon à Athènes.
- Vers 630 : fondation de Cyrène en Libye.
- 629 : fondation de Sinope, sur la côte nord de l'Asie Mineure.
- 624 - 620 : législation de Dracon à Athènes.
- 614 : Début de l'avancée des Mèdes, peuple iranien, en Haute-Mésopotamie.
- Vers 610 - 580 : tyrannie de Clisthène à Sicyone.
- Vers 600 : navigation de Colaios de Samos jusqu'à Tartessos (Sud de la péninsule Ibérique). Première implantation phénico-punique sur le littoral marocain. Début de l'expansion phocéenne.
- 600 : fondation légendaire phocéenne de Marseille. Destruction de Smyrne par les Alyattes.
- Fin VIIe siècle : fondation de Trébizonde (Colchide), sur la côte nord de l'Asie Mineure. Premières monnaies à Éphèse.

### VIesiècle
- 600 - 590 : première guerre sacrée. Essor de l'amphictyonie de Delphes.
- 1re moitié du VIe siècle : monnaies d'Égine.
- 594 ou 592 : Archontat de Solon à Athènes.
- Vers 590 : fondation phocéenne d'Emporion (Ampurias) sur la côte catalane, puis de son extension Néapolis.
- 590 : anarchie (vacance de l'archontat) à Athènes.
- 586 : anarchie à Athènes.
- 585 : premier affrontement entre Alyattes et Mèdes. Frontière de l'Halys.
- 583 : chute de la tyrannie à Corinthe.
- 582 - 580 : à Athènes, archontat prolongé de Damasias.
- 579 : création à Athènes des trois factions politiques de la plaine, la côte et les collines.
- 566 : fondation des Panathénées.
- Vers 565 : premier établissement phocéen, modeste, à Alalia (Aléria), en Corse ; autre établissement de faible ampleur à Agde.
- 561 : premier coup d'État de Pisistrate à Athènes.
- 560 : établissement de la tyrannie des Pisistratides à Athènes. Avènement de Crésus en Lydie.
- 559 : avènement de Cyrus, issu du clan royal perse des Achéménides et héritier de la dynastie mède.
- 556 : première expulsion de Pisistrate d'Athènes.
- Vers 550 : formation de la ligue du Péloponnèse. Arrêt des exportations des céramiques « grecques de l'est ».
- 550 : union des Perses et des Mèdes. Début de l'expansion perse.
- 550 - 525 : apparition et diffusion de la monnaie d'argent.
- 549 (ou 544) : deuxième coup d'État à Athènes de Pisistrate, appuyé par les Alcméonides.
- 548 : incendie et reconstruction du temple de Delphes.
- 546 - 540 : conquête de l'Asie Mineure et des cités d'Ionie par les Perses.
- 546 (ou 541) : deuxième expulsion de Pisistrate. Repli en Thrace.
- 546 : conquête du royaume lydien par les Perses. destruction de Smyrne, Xanthe, Caunos. Émigration phocéenne.
- 545 - 543 : destruction de Phocée (Asie Mineure) par les Perses et transfert de la métropole phocéenne, avec la moitié de sa population, à Alalia, en Corse. Refondation.
- Vers 540 - 535 : bataille d'Alalia, qui oppose les Grecs de Phocée aux Carthaginois et aux Étrusques. Défaite phocéenne. La cité reste peuplée, on ne sait sous quel contrôle. Cinq ans d'errance et de piraterie phocéennes.
- Vers 537 - 522 : tyrannie de Polycrate à Samos. Première apparition des trières.
- Vers 535 - 530 : fondation de Vélia, en Campanie, par les Phocéens.
- 534 : troisième coup d'État de Pisistrate appuyé par Thèbes et Lygdamis de Naxos. Bataille de Pallène. Expulsion d'Athènes de Miltiade l'Ancien en Chersonèse de Thrace.
- Vers 530 : Pythagore en Italie du Sud. Fermeture de Sparte aux échanges.
- Vers 530 - 525 : apparition des monnaies d'Athènes « à la chouette ».
- 529 : mort de Cyrus. Avènement de Cambyse II.
- 528 : mort de Pisistrate. Tyrannie d'Hippias à Athènes.
- 525 : Archontat à Athènes de Clisthène l'Alcméonide.
- 522 : avènement de Darios Ier.
- 522 - 521 : révoltes dans l'empire perse. Sécession du satrape de Lydie. Exécution de Polycrate.
- 520 : avènement de Cléomène à Sparte et début de l'expansionnisme spartiate.
- 519 : Darios Ier reprend le contrôle de la Lydie et de l'Ionie.
- 517 : Samos, Chios et Lesbos sous domination perse.
- 516 : l'Athénien Miltiade l'Ancien s'installe en Thrace, dans les possessions ancestrales de Chersonèse de Thrace.
- Vers 515 : refus de Sparte d'intervenir à Samos et chez les Scythes contre les Perses.
- 514 : tyrannicide à Athènes : assassinat d'Hipparque, frère d'Hippias, par les tyrannoctones Harmodios et Aristogiton.
- 513 : expédition de Darios Ier en Europe, contre les Scythes. Participation des Grecs d'Ionie et de Miltiade. Premier passage des Détroits.
- 512 : conquête de la Thrace par les Perses.
- 512 - 511 : conquête de la Thrace par Mégabaze.

## Époque classique

### Fin duVIe
- 510 : intervention spartiate à Athènes contre le tyran. Renversement de la tyrannie à Athènes. Retour des exilés. Exil d'Hippias chez les Perses. Stasis entre Clisthène l'Alcméonide et Isagoras, chef des oligarques. Intervention de Cléomène de Sparte en faveur d'Isagoras.
- 508 : premier traité entre Rome et Carthage qui se partagent la Méditerranée occidentale. Intervention spartiate à Athènes (échec). Réforme de Clisthène. Mise en place des cadres démocratiques.
- Vers 506 : nouvelle expédition de Sparte contre Athènes. Conflit entre la cité de Sparte et le roi Démarate.
- 505 : début de la tyrannie de Cléandre à Géla.

### Vesiècle
- 500 : expédition perse contre Naxos. Mission d'Aristagoras de Milet à Sparte et à Athènes. Faible place des importations grecques en Méditerranée occidentale.
- 499 - 494 : révolte des cités d'Ionie contre les Perses.
- 498 : Sparte refuse d'intervenir en Ionie. Sac de Sardes par les Ioniens, alliés aux Athéniens et aux Érétriens. La Carie et la Lycie et Chypre se joignent à la révolte. Athènes et Érétrie retirent leurs troupes. Fin de la tyrannie de Cléandre et début de la tyrannie d'Hippocrate de Géla.
- 497 : combats à Chypre.
- 497 - 496 : offensive perse en Asie Mineure par voie de terre. Siège de Milet.
- 496 - 495 : tentative ionienne d'ouvrir un front en Thrace. Campagnes d'Hippocrate de Géla en Sicile orientale contre les cités chalcidiennes.
- 494 : victoire de Sparte sur Argos à Sépeia. Réduction de Chypre. La flotte perse est en mer Égée. Pacification du littoral anatolien. Défaite des Ioniens à Ladé. Chute de Milet. Mission de Datis de Sardes à Persépolis pour préparer la contre-offensive en Égée. Début de la tyrannie d'Anaxilas II, à Rhégion. Attaque d'Hippocrate de Géla contre Syracuse.
- 493 : dernière offensive ionienne au nord-ouest de l'Asie Mineure. Capture et exécution des meneurs de la révolte. Rétablissement de la domination perse sur l'Ionie.
- 492 : réorganisation des cités d'Ionie. Mise en place de « démocraties » par les Perses. Expédition de Mardonios en Thrace. L'Athénien Miltiade abandonne les possessions ancestrales de Chersonèse de Thrace et regagne Athènes.
- 491 : intervention spartiate à Égine. Émissaires de Darios Ier aux États grecs pour demander leur soumission. Début des hostilités entre Athènes et Égine. Mort d'Hippocrate de Géla. Gélon devient tyran de Géla. Expulsion des aristocrates de Syracuse.
- 490 : expédition navale de Datis et d'Artapherne dans les îles et contre Athènes (première guerre médique).
  - Printemps : une escadre perse commandée par Datis apparaît en Égée, venant de Cilicie.
  - Mars : victoire d'Égine sur Athènes.
  - Été : prise de Naxos par les Perses. Siège et sac d'Érétrie en Eubée.
  - Septembre : débarquement Perse en Attique, à Marathon. Victoire athénienne à Marathon, dont l'artisan est Miltiade. Rembarquement des Perses. Échec d'un débarquement perse à Phalère.
  - Automne : repli de la flotte perse au sud-est de l'Égée.
- Printemps 489 : expédition de Miltiade à Paros dans les Cyclades. Échec.
- 489 : Anaxilas II roi de Rhégion prend le contrôle de Messine et du Détroit.
- 488 - 472 : tyrannie de Théron, à Agrigente.
- 486 : mort de Darios Ier. Avènement de Xerxès.
- 485 - 478 : Tyrannie de Gélon à Syracuse. Son frère Hiéron est gouverneur de Géla.
- 483 : à Athènes, loi navale de Thémistocle et ostracisme d'Aristide. Annexions et expulsions à Géla, Camarina, Megara Hyblaea... Rérillos, tyran d'Himère, en appelle à Carthage.
- 481 : préparatifs de guerre à Carthage et en Sicile. Échec des négociations entre Gélon et la ligue panhellénique de Corinthe.
- 481 : mobilisation perse à Sardes. Constitution de la ligue panhellénique à Sparte.
  - Septembre : accélération du programme de construction navale à Athènes.
  - Octobre : rassemblement de l'armée perse à Sardes, sous le commandement du roi Xerxès. Envoi d'ambassadeurs aux États grecs.
  - Novembre : paix entre Athènes et Égine, en guerre depuis 485.
- Hiver 481 - 480 : ambassade des Grecs à Gélon de Syracuse. Échec du projet d'alliance. Paix de trente ans entre Sparte et Argos.
- 480 - 479 : deuxième guerre médique.
- 480 : avancée des Perses depuis les Détroits jusqu'en Grèce centrale. Défaite grecque aux Thermopyles. Sac d'Athènes. Victoire navale des Grecs à Salamine. Intervention de Carthage dans les affaires de Sicile. Victoire grecque d'Himère.
  - Printemps : mise en place de la ligue panhellénique. Quartier général dans le sanctuaire de l'Isthme.
  - Juin : Xerxès passe l'Hellespont. Jonction de l'armée et de la flotte perses au fond du golfe Thermaïque, en Macédoine. Réunion des États grecs résistants au sanctuaire de l'Isthme. Paix commune et rappel des exilés. Décision de défendre les Thermopyles.
  - mi-août : Léonidas et sa garde spartiate font mouvement vers les Thermopyles. La flotte grecque remonte vers Skiathos.
  - Fin août : Xerxès établit son camp à la frontière sud de la Macédoine. La flotte perse quitte le golfe Thermaïque et longe les côtes macédonienne et thessalienne.
  - 15 septembre : la flotte perse arrive dans le golfe Maliaque, en Thessalie. Début des opérations navales autour de Skiatos.
  - 17 septembre : 200 navires perses gagnent le cap Artémision, au nord de l'Eubée. Xerxès attaque les Thermopyles.
  - 18 septembre : tempête et destruction des 200 navires perses.
  - 19 septembre : mort de Léonidas. Xerxès passe les Thermopyles.
  - 21 septembre : repli de la flotte grecque sur Salamine. Décision des grecs de défendre l'Isthme. À Athènes, décision d'abandonner la cité.
  - 27 septembre : Xerxès entre à Athènes.
  - 28 septembre : incendie de l'Acropole. La flotte perse en formation de combat entre le Pirée et Salamine. Conseil de guerre des Grecs.
  - 29 septembre : bataille de Salamine. Les perses se replient sur Athènes et Phalère.
  - Début octobre : la flotte perse regagne l'Asie Mineure. L'armée perse abandonne Athènes et part hiverner en Thessalie. Xerxès repasse en Asie et gagne Sardes. commandement de Mardonios.
- 479 : victoire de Platées, qui libère la Grèce. Victoire navale de Mycale et libération de l'Ionie.
  - Juin : Mardonios envahie la Béotie. Nouvelle évacuation et nouvelle destruction d'Athènes. Réunion des forces péloponnésiennes sur l'Isthme, qui remontent par Mégare et l'Attique jusqu'à Platées en Béotie. Bataille de Platées. Mort de Mardonios. Retraite des Perses vers les détroits.
  - Juillet - août : la flotte grecque libère Chios, Samos et Lesbos qui intègrent la Ligue. Bataille du cap Mycale et destruction des fortifications perses. La flotte remonte vers les Détroits et libère Abydos.
  - Automne : départ des navires péloponnésiens.
- 478 : combats dans les Détroits. constitution par Athènes de la Ligue de Délos. À Syracuse, mort de Gélon et avènement de Hiéron. Le troisième frère, Polyzélos est gouverneur de Géla.
  - Printemps : le spartiate Pausanias, vainqueur de Platées, arrive devant Byzance, siège de Sestos. Destruction du pont de bateaux perse sur l'Hellespont par la flotte athénienne. Rappel de Pausanias à Sparte. La flotte athénienne reste seule en mer Égée.
- 478 - 477 : fondation par Athènes de la Ligue de Délos.
- 476 : Expulsion des Perses de Thrace et d'Europe. Fin de la tyrannie d'Anaxilas à Rhégion.
- 474 : victoire navale de Hiéron sur la flotte étrusque, à Cumes.
- 472 : Les Perses, tragédie d'Eschyle.
- 471 : révolte de Naxos. Ostracisme de Thémistocle ? Mort de Pausanias.
- 469 : destruction de la flotte perse. Libération des Grecs d'Asie.
- 466 : mort de Hiéron. Thrasybule, le quatrième frère, devient tyran de Syracuse.
- 465 : chute de Thrasybule. Fin de la tyrannie en Sicile. Début de la révolte de Thasos.
- 464 : tremblement de terre à Sparte et début de la révolte des hilotes de Messénie.
- 463 : fin de la révolte de Thasos.
- 461 : ostracisme de Cimon et réformes d'Éphialtès, à Athènes.
- 461 - 446 : première guerre du Péloponnèse entre Sparte et Athènes.
- 460 - 454 : expédition athénienne à Chypre et en Égypte : échec.
- 456 : fin de la révolte des hilotes de Messénie.
- 454 : transfert du trésor de la ligue de Délos à Athènes.
- 453 - 440 : mouvement de libération de Doukétios en Sicile.
- 451 : première loi de Périclès.
- 450 : ouverture du chantier de l'Acropole d'Athènes.
- 450 - 449 : campagne athénienne victorieuse à Chypre.
- 448 : irrégularités dans la perception du tribut. Paix de Callias avec les Perses ? Deuxième guerre sacrée.
- 447 : première confédération béotienne.
- 446 : paix de trente ans entre Sparte et Athènes.
- 444 : Fondation panhellénique de Thourioi.
- 441 - 431 : gouvernement personnel de Périclès.
- 441 - 439 : révolte de Samos.
- 438 : achèvement du Parthénon.
- 437 : fondations athéniennes au nord de l'Égée.
- 435 : conflit entre Corcyre et Corinthe.
- 435 - 432 : procès politiques contre l'entourage de Périclès.
- 433 : alliance d'Athènes avec Corcyre.
- 432 : révolte de Potidée et intervention athénienne. Décret contre Mégare ? Conférence de Sparte.
- 431 - 421 : guerre d'Archidamos.
- Début du printemps 431 : expédition thébaine jusqu'à Platées.
- Mai - Juin 431 : invasion de l'Attique par l'armée spartiate. Installation d'une clérouquie à Égine. Alliance d'Athènes avec le roi de Thrace.
- 430 : début de l'épidémie de peste à Athènes. Révocation de Périclès. Nouvelle invasion de l'Attique.
- Hiver 430 - 429 : capitulation de Potidée en Chalcidique.
- 429 : peste. Réélection et mort de Périclès. Siège de Platées par l'armée péloponnésienne.
- 428 : troisième invasion de l'Attique. Révolte de Mytilène (Lesbos).
- Printemps 427 : capitulation de Mytilène. Installation d'une clérouquie.
- Été 427 : capitulation de Platées.
- 427 : début de la guerre civile à Corcyre.
- 426 : première expédition athénienne en Sicile.
- 425 : fin de la guerre civile à Corcyre.
  - Printemps : cinquième invasion de l'Attique. Expédition navale athénienne le long des côtes du Péloponnèse, jusqu'à Pylos : blocus des spartiates de Sphactérie.
  - Été : réévaluation du tribut par Cléon.
- 424 : renouvellement de la paix entre Athènes et les Perses. Occupation athénienne de Cythère. Expédition spartiate en Chalcidique : conquête d'Amphipolis par Brasidas. Défaite athénienne face aux Béotiens à Délion. Retour de la flotte athénienne de Sicile.
- 423 : avènement de Darios II dans un contexte troublé.
  - Février : trêve d'un an.
- 422 : bataille d'Amphipolis. Mort de Brasidas et de Cléon à Eion.
- 421 : paix de cinquante ans entre Sparte et Athènes, dite « Paix de Nicias ».
- 420 : Alcibiade élu stratège à Athènes.
- 417 : ostracisme d'Hyperbolos à Athènes.
- 416 : Tissapherne, satrape de Lydie, réduit la révolte de Pissouthnès.
- 416 - 415 : expédition contre Mélos.
- 415 - 413 : expédition athénienne en Sicile. Désastre.
- 413 : mise en place d'une commission de 10 probouloi pour réviser la constitution athénienne.
- Printemps : occupation spartiate de la Décélie.
  - Été : défaite athénienne en Sicile.
  - Automne : Darios II exige à nouveau le tribut des cités ioniennes.
- Hiver 413 - 412 : envoyés de Tissapherne à Sparte. Athènes soutient le fils de Pissouthnès.
- 412 : révolte des alliés d'Athènes. Traité entre Sparte et les Perses.
  - Été : premier traité entre Tissapherne et la Ligue du Péloponnèse. Concentration des forces navales en Ionie.
- Hiver 412 - 411 : Retard des subsides perses : second traité entre Sparte et les Perses. Bataille de Milet.
- 411 : coup d'État réactionnaire à Athènes (les Quatre-Cents). Intrigues d'Alcibiade, qui a quitté le camp spartiate pour Tissapherne et négocie l'alliance perse contre son retour à Athènes. Échec.
  - Printemps : révolution oligarchique à Athènes. Alcibiade à Samos. Réouverture des Détroits.
  - Mai : commission des dix élargie à Trente et dotée des pleins pouvoirs.
  - Début juin : assemblée de Colones. Gouvernement des Quatre-Cents
  - Été : tergiversations de Tissapherne qui se replie sur le sud de l'Asie Mineure. Alcibiade part le rejoindre.
  - Août : assassinat de Phrynichos. Gouvernement des Cinq Mille, autour de Théramène à Athènes. Croisière de la flotte dans les Détroits. Victoire de Cynosséma près d'Abydos. (Fin de l'histoire de Thucydide).
  - Automne : tensions entre les Perses et les Péloponnésiens en Ionie. Retour de Tissapherne. Les Péloponnésiens se rapprochent de Pharnabaze, le satrape de Phrygie.
- Hiver 411 - 410 : mission d'Alcibiade auprès de Tissapherne pour obtenir des subsides; interné à Sardes.
- Printemps 410 : rétablissement de la démocratie à Athènes et de la puissance athénienne en Égée. Victoire à Cyzique de la flotte commandée par Alcibiade.
- 409 : en Sicile, avancée carthaginoise et destruction de Sélinonte et d'Himère.
- Hiver 408 - 407 : Darius II s'engage à soutenir les Péloponnésiens. Nomination de Cyrus le Jeune à la tête de la Lydie et de la Phrygie, responsable des opérations militaires. Amitié de Cyrus et du navarque spartiate Lysandre.
- 407 : Lysandre commandant de la flotte. Retour d'Alcibiade à Athènes. Défaite de Notion et retraite en Thrace. (Début de l'histoire de Xénophon).
- 406 : conquête carthaginoise d'Agrigente. Denys à la tête de Syracuse avec les pleins pouvoirs. Procès des stratèges athéniens.
  - Été : victoire sans lendemain d'Athènes aux îles Arginuses.
- 405 : défaite des Athéniens à Aigos Potamos. Conquête carthaginoise de Géla et de Camarina.
  - Septembre : destruction de la flotte athénienne à Aigos-Potamos.
  - Fin 405 : premier traité de paix entre Denys et Carthage.
- 404 : siège et reddition d'Athènes. Fin de la guerre du Péloponnèse. Mort de Darios II et avènement d'Artaxerxès II.
  - Printemps 404 : reddition d'Athènes. Le stratège athénien Conon se réfugie à Chypre, puis auprès du roi.
  - Juin - Décembre : régime des Trente à Athènes.
  - Décembre : Thrasybule s'empare du fort de Phylé.
- 404 - 403 : opération de Lysandre en Égée et en Ionie.
  - Hiver 404 - 403 : marche de Thrasybule sur le Pirée. Bataille de Munichie. Libération du Pirée.
- 403 : restauration démocratique à Athènes.
  - Automne : pacification de l'Attique par le roi de Sparte Pausanias Ier.
  - Septembre : bataille près du Pirée. Négociations et amnistie générale à Athènes. Repli des Trente à Éleusis.
  - Fin 403 : restauration de la démocratie.
- 403 - 399 : révision des lois et changement d'alphabet à Athènes.
- 401 - 400 : révolte de Cyrus le Jeune contre le roi Artaxerxès II Mnémon son frère, il engage des mercenaires grecs par l'intermédiaire d'un spartiate. Expédition en Mésopotamie. Bataille de Counaxa et mort de Cyrus. « Anabase » des Dix Mille.

### IVesiècle
- 400 - 399 : campagnes spartiates contre Élis.
- 400 - 394 : campagnes spartiates en Asie Mineure, contre les Perses.
  - 400 - 399 : opérations de Thibron en Éolide puis en Carie.
  - 399 - 397 : opérations de Dercylidas en Éolide et près des Détroits; raid en Thrace; opérations en Carie.
  - 396 - 394 : victoire d'Agésilas II sur Tissapherne.
- 399 : à Athènes, procès et mort de Socrate; à Sparte, conspiration de Cinadon.
- 397 : conquête de Motyé par Denys.
- 397 - 395 : Conon s'impose à la tête de la flotte perse.
- 396 : débarquement d'Himilcon à Palerme. Siège de Syracuse. Retraite d'Himilcon.
- 395 - 390 : guerre de Corinthe.
  - 395 - 394 : opérations spartiates en Grèce centrale. Mort de Lysandre. Rappel d'Agésilas II. Victoire de Coronée.
  - 394 : victoire de Cnide sur les Spartiates, qui les élimine de la mer Égée : début du redressement militaire d'Athènes. Sparte se retire d'Asie et des îles.
- 394 - 393 : action commune de Conon et des Perses dans l'Hellespont.
- 393 : retour de Conon à Athènes : reconstruction des Longs Murs et d'une flotte.
  - 393 - 390 : opérations dans la région de l'Isthme de Corinthe.
  - 392 : tentatives de paix. Mission d'Antalcidas en Asie qui obtient le soutien du satrape Tiribaze.
- 392 : second traité de paix entre Denys et Carthage.
- Vers 392 : fondation de la ligue italote, réunissant les cités de Grande-Grèce.
  - 390 : envoi d'une flotte spartiate à Rhodes.
  - 389 : expédition d'Agésilas II en Acarnanie.
- Vers 389 : premier voyage de Platon en Italie et en Sicile.
- 389 - 388 : opérations dans le golfe Saronique, autour d'Égine. Athènes contrôle Byzance et Mytilène.
- 388 : expédition navale d'Antalcidas en Ionie, puis dans l'Hellespont. Liberté de navigation pour les athéniens. Victoire de Denys sur la ligue.
- 387 - 386 : la flotte de Sparte contrôle la route du blé thrace; difficulté d'approvisionnement à Athènes.
- 386 : paix du Roi (ou Paix d'Antalcidas). Siège et capitulation de Rhégion.
- 385 : destruction de Mantinée. Réorganisation de la ligue péloponnésienne. Colonisation en Adriatique : fondation d'Issa.
- 384 : sac du sanctuaire de Pyrgi.
- 382 : occupation de Thèbes par les Spartiates (occupation de la Cadmée); Athènes accueille les exilés thébains. Naissance de Philippe II de Macédoine, dernier fils du roi Amyntas.
- 379 : libération de Thèbes.
- 378 : deuxième Ligue maritime athénienne.
- 378 - 376 : campagnes spartiates en Béotie.
- 378 : échec de la 1° campagne de Béotie menée par Cléombrote. Mise en place d'une garnison spartiate dans la ville béotienne de Thespies. Devant l'arrivée des armées spartiates, retournement tactique de la part des Athéniens : condamnation des généraux qui ont aidé les Thébains à chasser les Spartiates de la Cadmée.
- 377 : le commandant spartiate Sphodrias, en poste à Thespies attaque Athènes de nuit, mais est surpris et défait. Il bat en retraite. Athènes rejoint l'alliance thébaine. Les historiens sont divisés sur les causes de cette attaque surprise : il y a deux courants, le premier dit que Sphodrias a agi sur les ordres de Sparte, et donc il s'agissait d'un acte de guerre prémédité ; l'autre courant veut que Sphodrias ait agi en son seul nom soit pour faire plaisir à son roi Agésilas dont il était proche, soit pour le compte des Thébains dont il aurait accepté les cadeaux (tradition thébaine).
  - Échec de la seconde campagne de Béotie menée par Cléombrote : il est bloqué au mont Cithère par la présence conjointe des armées athénienne et thébaine. Il rebrousse chemin. Sparte et ses alliés sont alors devant un dilemme : reconnaître les puissances renaissantes d'Athènes et de Thèbes ou trouver un nouveau moyen pour mettre à mal ces nouvelles puissances. Sparte a encore la force de lutter. Elle accepte donc avec ses alliés réunis en congrès de continuer la guerre, mais selon un axe précis : il s'agit de lutter contre les deux puissances parallèlement : 1) contre Thèbes on prévoit un débarquement en Phocide (soit par l'ouest soit par l'est) ; 2) contre Athènes on prévoit un blocus maritime qui asphyxiera la capitale, l'affaiblira et l'obligera à un compromis.
- 377 : décret d'Aristotélès : nouvelles adhésions à la 2° ligue athénienne.
- 376 : Sparte met en application son plan : débarque des troupes en Phocide chez ses alliés et fait le blocus du port d'Athènes en postant des navires à Andros et en Eubée empêchant tout navire de livrer en Attique.
  - Le blocus se fait ressentir à Athènes, et la flotte n'a plus d'autre choix que de livrer bataille à l'ennemi. Le commandement de la flotte est donné au général Chabrias.

Il livre bataille au large de Naxos et bat la flotte spartiate commandée par Pollis. Faisant d'une pierre deux coups : il casse le blocus, et il fait entrer les îles alentour dans l'alliance athénienne.
- - À Sparte c'est la crise : non seulement on n'a pas réussi à s'introduire en Béotie depuis deux ans, mais en plus le plan de secours tombe à l'eau. Sparte et ses alliés n'ont plus qu'à appliquer sans grand enthousiasme le dernier plan qui leur reste : débarquer en Phocide pour faire pression sur Thèbes afin qu'elle rejoigne l'alliance spartiate. Une fois cela fait, il sera plus facile de faire tomber Athènes la rebelle.
  - Les Thébains, au courant que les Spartiates veulent débarquer sur les terres voisines de Phocide pour les attaquer ensuite, préviennent les Athéniens et au nom de l'alliance qui les lie leur demander de bien vouloir intervenir malgré le fait que les Thébains n'ont toujours pas payé leur contribution à la Seconde Ligue... Cela va se ressentir pour les années à venir : Athènes accepte de bon cœur d'intervenir d'autant que Sparte montre encore de forts signes de vigueur, mais en plus Athènes a vu que par ses victoires navales elle pouvait agrandir sa ligue et donc s'enrichir ; les Thébains proposant aux Athéniens d'intervenir en Phocide orientale, ils acceptent donc, sachant que non loin se trouve l'île de Corcyre, l'île la plus riche qui n'est pas encore sous leur contrôle. Ils se souviennent également du rôle qu'avait eu Corcyre dans la Guerre du Péloponnèse ; Corcyre avait aidé les Athéniens contre Sparte, et déjà ses richesses l'avait aidé à combattre. Non seulement l'île était riche mais elle était dotée en plus d'une puissante flotte. Or, les Spartiates, connus pour leur manque d'expérience en matière navale, en avaient besoin pour lutter contre Athènes. Si Athènes réussissait donc son expédition en Phocide orientale, elle aurait franchi un cap décisif dans la guerre qui l'opposait à Sparte, et sans doute elle obligerait également Thèbes à se conformer plus facilement aux exigences de la ligue, à savoir payer la syntaxis ou impôt de la 2° ligue.
- 375 : expédition de Corcyre menée par Timothée ; il bat Sparte à la bataille d’Alyzeia, ville d’Acarnanie :

Athènes décide de réunir la plus grande flotte possible ; l'expédition est confiée à Timothée, le fils de Conon, celui qui avait battu les Spartiates en 394 à Cnide. Fort de 60 navires, il vogue vers Corcyre en faisant le tour du Péloponnèse. Il passe par l'ile de Céphallénie qu'il détache de Sparte et fait entrer dans la ligue ; il s'adjoint aussi l'alliance de cités et de peuples vivant au nord de la Phocide (les Molosses, d’Acarnanie). Il bat les Spartiates à Alyzéia, puis assiège et prend Corcyre. Il envoie Callistrate demander des ordres à Athènes. Comme ce dernier rentre avec l'ordre de faire la paix, il rentre à Athènes.
- - Paix du Roi (paix entre tous les Grecs, sauf avec Thèbes qui refuse toujours de renoncer à la Béotie).
- 374 : Sparte profite du départ des Athéniens pour réinvestir les villes perdues. Ils envoient une troupe à Zacynthe, et prévoit d'assiéger Corcyre.
- 373: Athènes renvoie Timothée en mer Ionienne pour aider ses alliés. La guerre reprend. Mais Timothée met trop de temps à assembler sa flotte, part en Égée malgré les ordres reçus et est démis de ses fonctions au profit d'Iphicrate.
  - Ctésiclès est envoyé par voie de terre à Corcyre avec 500 hommes pour aider les Corcyréens à soutenir le siège spartiate. Arrivé à Corcyre, l'Athénien reprend les choses en main, et défait les Spartiates qui s'étaient amollis durant le siège.
  - Iphicrate est loué par Xénophon (Hellénqiues) pour la rapidité et la vigueur de son expédition, il parvient donc facilement à Céphallénie où il bat des renforts spartiates envoyés depuis la Sicile (Denys était alors allié à Sparte). Il arrive à Corcyre et voit la ville déjà libérer du siège spartiate par Ctésiclès.
  - Jason de Phères soumet la Thessalie sous son autorité.
- 372 : Iphicrate fort d'une flotte de 90 navires, prévoit d'attaquer Sparte. Mais les derniers événements en Béotie l'en dissuadent : Thèbes qui ne payait plus son dû à Athènes depuis des années, en profitait pour agrandir son aura en Béotie même : après avoir soumis Thespies, Tanagra, Orchomène, Platées, et toutes les autres cités, elle se tournait vers ses voisins de Phocide parmi lesquels Athènes avait des alliés. Les Platéens, alliés historiques d'Athènes, pour lesquels Isocrate compose son Plataitque, s'étaient vu chasser de leur ville par Thèbes et avaient trouvé refuge à Athènes.
- 371 : paix de Sparte. Paix entre tous les Grecs, sauf Thèbes.
- 371 : bataille de Leuctres. Rétablissement de la confédération béotienne. Jason de Phères proclamé tagos de Thessalie. Assassinat de Jason de Phères [soit par des conjurés thessaliens, soit commandité par Athènes].
- 370 - 362 : campagnes d'Épaminondas dans le Péloponnèse.
- 370 - 369 : triomphe du parti de la paix à Athènes (Callistrate). Retournement des alliances : Athènes s'allie à Sparte et se rapproche de Denys de Syracuse. Reconstruction d'un État messénien. Envoi d'un renfort athénien aux Spartiates, pour faire pression sur les troupes thébaines qui se retirent de Laconie. Les Arcadiens mécontents de l'autorité thébaine commencent à se rapprocher d'Athènes.
- 368 - -365 : première expédition de Thessalie menée par Pélopidas : Thèbes soumet la Thessalie (malgré l'aide athénienne) et la Macédoine. Philippe II de Macédoine otage à Thèbes.
- 367 : seconde expédition de Thessalie menée par Pélopidas, cette fois il est fait prisonnier ; 3° expédition de Thessalie commandée par Epaminondas qui délivre Pélopidas des geôles du tyran Alexandre de Phères.
- Hiver 367 - 366 : mort de Denys.
- 366 : nouvelle Paix du Roi (traité de Suse). Tyrannie de Dion de Syracuse et second voyage de Platon en Sicile. Gouvernement de Denys II.
- 365 - 364 : expédition maritime d'Epaminondas dans l'Égée (de Byzance jusqu'à Cnide) ; accrochages avec la flotte athénienne. Expédtions athéniennes à Samos et en Chalcidique (Timothée).
- 364 : quatrième expédition de Thessalie menée par Pélopidas, pour se venger d'Alexandre de Phères. Bataille de Cynoscéphales. Pélopidas est tué par Alexandre de Phères.
- 362 : mort d'Épaminondas à Mantinée. À Athènes, éviction de Callistrate et gouvernement du parti impérialiste. Troisième voyage de Platon en Sicile.
- Vers 360 : fondation de clérouquies athéniennes.
- 359 : mort du roi Perdiccas III dans une expédition contre les Illyriens; régence de Philippe II de Macédoine.
- 358 - 356 : campagnes macédoniennes contre les Péoniens et les Illyriens du roi Bardylis.
- 357 : chute et exil de Denys II. Conquête macédonienne d'Amphipolis en Thrace.
- 357 - 356 : campagnes macédoniennes en Chalcidique.
- 356 : fin de la régence : Philippe II de Macédoine prend le titre royal. Conquête de Potidée en Chalcidique et de Pydna au sud de la Macédoine.
- 357 - 355 : guerre des Alliés contre Athènes.
- 357 : prise d'Amphipolis par Philippe II de Macédoine.
- 356 - 346 : troisième guerre sacrée.
- 356 - 355 : triomphe du parti de la paix à Athènes (Eubule). Discours Sur la paix d'Isocrate; traité sur Les Moyens de se procurer des revenus (Poroi) de Xénophon.
- 354 : conquête macédonienne de Méthone au sud de la Macédoine. Intervention macédonienne en Thessalie.
- 354 - 352 : campagnes macédoniennes en Thessalie. Victoire du Champ des Crocus (près de Phères). Philippe II archonte de Thessalie. Philippe renonce à passer les Thermopyles, bloqués par une coalition des cités.
- 351 : campagne de Thrace. Première Philippique de Démosthène.
- 349 - 348 : guerre d'Olynthe. Annexion de la Chalcidique. Disparition de la confédération chalcidienne. À Athènes, procès de Midias
- 347 - 346 : retour de Denys II à Syracuse.
- 346 : congrès Panhellénique de Pella et paix de Philocratès entre Philippe II et les Grecs. Philippe d'Isocrate. Fin de la Troisième Guerre sacrée. Philippe II de Macédoine contrôle les Thermopyles et Delphes. Réorganisation de l'amphictionie.
- 345 : campagne illyrienne de Philippe II.
- Vers 345 : contrôle des mines thraces du Mont Pangée par Philippe II de Macédoine. Premier monnayage d'or macédonien.
- 344 : Timoléon envoyé par Corinthe à Syracuse. Réorganisation de la Thessalie macédonienne en quatre districts.
- 343 : pacte de Philippe II de Macédoine avec le roi Perse. À Athènes, procès Sur l'Ambassade (de 346).
- 342 : intervention macédonienne en Épire.
- Vers 341 : victoire de Timoléon sur Carthage.
- 341 : organisation de la stratégie de Thrace. Campagne macédonienne en Thrace, vers les Détroits, contre Périnthe et Byzance.
- Automne 340 : Athènes déclare la guerre à Philippe II de Macédoine. Opérations sur les Détroits.
- 339 : quatrième guerre sacrée, menée par Philippe II de Macédoine au nom de l'amphictionie. Alliance de Thèbes et Érétrie.
- 338 : victoire de Philippe II sur les Grecs à Chéronée en Béotie. Campagne dans le Péloponnèse.
- 337 : mise en place de la Ligue de Corinthe. Congrès Panhellénique. Campagne macédonienne en Illyrie.
- 337 - 336 : Timoléon achève son œuvre de restauration, dépose les pleins pouvoirs et meurt peu après.
- 336 : débarquement d'un corps expéditionnaire macédonien en Asie, avec Parménion. Mort de Philippe assassiné à Aigai et avènement d'Alexandre. À Corinthe, renouvellement de l'alliance avec les Grecs.
- 335 : révolte et destruction de Thèbes. Campagnes d'Alexandre en Thrace, sur le Danube et en Illyrie. Mouvement anti-macédonien en Grèce.
- Printemps 334 : débarquement en Asie Mineure. Bataille du Granique (mai-juin).
- Automne 334 : renvoi de la flotte grecque.
- 334 - 333 : conquête de l'Asie Mineure par Alexandre contre Darios III.
- Début 333 : Alexandre à Gordion.
- Automne 333 : bataille d'Issos.
- 333 - 332 : opérations navales le long du littoral anatolien.
- 332 : début de la révolte de Sparte.
  - Été : campagne de Phénicie. Siège de Tyr.
- 332 - 331 : conquête de la Phénicie et de l'Égypte. Fondation d'Alexandrie.
- Automne 331 : défaite de Sparte à Mégalopolis. Bataille de Gaugamèles, le 1er octobre.
- 331 - 330 : conquête de la Mésopotamie et de la Perse. Mort de Darios III.
- Hiver 331 - 330 : Alexandre à Babylone, à Suse et Persépolis. Hivernage à Persépolis. Incendie de la ville.
- 330 : assassinat de Darios III par le satrape de Bactriane. Répression du complot de Parménion et de Philotas. Renvoi des contingents grecs alliés.
- 329 - 327 : pacification des Hautes Satrapies (Afghanistan).
- 328 - 327 : pacification et colonisation de la vallée de l'Oxos. Mariage avec Roxane. Affaire de la proscynèse. Conjuration des pages. Mobilisation des Perses.
- Été 327 - été 325 : campagne de l'Inde.
- Septembre - décembre 325 : voyage de retour jusqu'à Suse.
- 324 : fuite d'Harpale, le trésorier, à Athènes. Décrets de Suse sur le retour des bannis et l'institution d'un culte royal. Noces de Suse. Retour à Babylone. Sédition d'Opis.
- 323 : mixité de la phalange hoplitique.
  - Juin : mort d'Alexandre à Babylone. Avènement de Philippe Arrhidée et d'Alexandre IV. Premier partage de l'Empire. Pouvoir effectif à Perdiccas et à Cratère.
  - Été : soulèvement d'Athènes, alliés aux Étoliens et aux Thessaliens (guerre lamiaque).

## Époque hellénistique

### Fin duIVesiècle
- 323 - 321 : première période des guerres de succession (lutte entre les Diadoques).
- 322 : défaite de la flotte des cités grecques révoltées dans les eaux d'Amorgós ; défaite de l'armée de terre à la bataille de Crannon. Mort de Démosthène, d'Hypéride et d'Aristote. Fin de la guerre lamiaque. Garnison macédonienne au Pirée. Gouvernement oligarchique de Phocion à Athènes.
- 321 : mort de Perdiccas et de Cratère. Conférence et Accords de Triparadisos.
- 321 - 316 : deuxième période des guerres de succession (lutte entre les Diadoques).
- 319 : mort d'Antipater. Polyperchon lui succède en Grèce. Amnistie de Polyperchon. Restauration démocratique.
- 318 : mort de Philippe Arrhidée. Olympias prend le pouvoir. À Athènes, gouvernement de Démétrios de Phalère. Cassandre maître du Pirée.
- 317 : début du gouvernement de Démétrios de Phalère. Constitution censitaire.
- 316 : mort d'Olympias. Agathocle, stratège de Sicile avec les pleins pouvoirs. Mort d'Eumène.
- 315 - 311 : troisième période des guerres de succession (lutte entre les Diadoques).
- 311 : libération des îles. Ligue des Insulaires.
- 311 - 306 : guerre d'Agathoclès contre Carthage.
- 310 : mort d'Alexandre IV. Cassandre maître de la Macédoine.
- 307 : Démétrios Poliorcète à Athènes et libération du Pirée. Fin du gouvernement de Démétrios de Phalère. Restauration démocratique.
- 306 : victoire de Salamine de Chypre. Antigone le Borgne et Démétrios Poliorcète prennent le titre royal.
- 306 - 305 : « Année des rois ».
- 306 - 304 : Ptolémée, Séleucos, Cassandre, Lysimaque et Agathoclès prennent le titre royal. Siège de Rhodes par Démétrios Poliorcète.
- 305 - 304 : Athènes enjeu entre Cassandre et Démétrios. Démétrios soutenu par les démagogues (Stratoclès).
- 305 - 303 : campagne de Séleucos en Asie centrale et en Inde.
- 301 : bataille d'Ipsos. Mort d'Antigone. Les modérés sont au pouvoir à Athènes (tendance Phaidros). Politique de neutralité.

### IIIesiècle
- 299 : Agathocle de Syracuse prend Corcyre.
- 297 : mort de Cassandre. Restauration de Pyrrhos en Épire.
- 295 : tyrannie militaire de Lacharès. Résistance démocratique au Pirée.
- 294 : Démétrios Ier Poliorcète, roi de Macédoine, contrôle Athènes et la Grèce centrale après la chute de Lacharès. Régime autoritaire et famine.
- 292 - 287 : période oligarchique, après le rappel des oligarques exilés.
- 290 - 289 : conflit entre Pyrrhus Ier et Démétrios, qui occupe Corcyre. Mort d'Agathocle.
- 288 : partage de la Macédoine entre Pyrrhos et Lysimaque.
- 288 - 287 : élection et réélection de Phaidros comme stratège des hoplites.
- Printemps 287 : soulèvement contre la garnison macédonienne. Intervention de la flotte lagide commandée par Kallias, frère de Phaidros. Échec du siège par Démétrios. Paix entre Ptolémée Ier et Démétrios : libération d'Athènes mais non du Pirée.
- Été 287 : Athènes se libère de la garnison macédonienne.
- 287 - 262 : période démocratique à Athènes. Amitié lagide.
- 286 : évacuation de la garnison macédonienne d'Éleusis.
- 286 - 281 : tentatives infructueuses pour recouvrer Le Pirée.
- 285 : Lysimaque seul roi en Macédoine. Démétrios prisonnier de Séleucos.
- 283 - 280 : mort des derniers Diadoques.
- 283 : mort de Démétrios et de Ptolémée Ier. Avènement de Ptolémée II : apogée du royaume lagide.
- 282 - 281 : évacuation de la garnison de Salamine. Recouvrement des clérouquies.
- 281 : bataille de Couroupédion en Lydie. Mort de Lysimaque. Avènement d'Aréos à Sparte.
- 280 : mort de Séleucos. Ptolémée Kéraunos maître de la Macédoine. Honneurs posthumes votés à Démosthène.
- 280 - 275 : Pyrrhos, roi d'Épire, en Italie et en Sicile. Victoire romaine.
- 279 - 278 : invasion galate en Macédoine et en Grèce (Grande expédition). Mort de Ptolémée Kéraunos en luttant contre eux. Avènement d'Antigone Gonatas en Macédoine. Essor de la Confédération étolienne.
- 278 : participation d'Athènes à la lutte contre les Celtes.
- 274 - 272 : première guerre de Syrie, entre Lagides et Séleucides.
- 272 : ambassade de Ptolémée II auprès du Sénat romain. Début de l'amitié entre les lagides et Rome.
- 270 : honneurs votés au démocrate Léocharès et à Kallias de Sphettos, le « libérateur » de 287.
- Vers 268 : Hiéron, roi à Syracuse.
- 268 - 267 ? : Archontat de Peithidémos : début de la guerre contre Antigone (guerre de Chrémonidès) ; alliance d'Athènes avec Sparte (décret de Chrémonidès).
- 267 ? : forces lagides et antigonides en Attique.
- Vers 267 - 262 : guerre de Chrémonidès.
- 265 - 262 ? : siège d'Athènes.
- 263 : indépendance de Pergame.
- 262 : occupation et administration macédonienne d'Athènes.
- 260 - 253 : deuxième guerre de Syrie.
- 256 - 255 : évacuation d'Athènes, mais pas des garnisons extérieures.
- 251 : début de l'essor de la Confédération achéenne.
- Vers 250 : perte des confins orientaux de l'Empire séleucide.
- 246 : fin du règne de Ptolémée II.
- 246 - 241 : changements de règne et troisième guerre de Syrie.
- 240 - 238 : « guerre fratricide » dans le royaume séleucide et constitution du royaume de Pergame.
- 244 : visite d'Antigone à Athènes.
- 244 - 222 : époque des rois réformateurs à Sparte.
- Printemps 243 : insécurité à Athènes après l'occupation de Corinthe par Aratos de Sicyone.
- 238 : évacuation des forteresses de la campagne par Démétrios II de Macédoine.
- 231 - 230 : fin du royaume d'Épire.
- 229 : mort de Démétrios II. Négociation du retrait de la garnison du Pirée. Politique de neutralité et de non-intervention, dirigée par Euryceidès et Mikion. Intervention romaine en Adriatique.
- 229 - 228 : première guerre d'Illyrie.
- 227 : tremblement de terre à Rhodes. Constitution de la province romaine de Sicile.
- 227 - 222 : guerre de Cléomène. Reconstitution de la Ligue hellénique.
- 223 : avènement d'Antiochos III. Révolte générale.
- 221 : avènement de Philippe V.
- 221 - 217 : quatrième guerre de Syrie. Bataille de Raphia. Guerre des Alliés entre Étoliens et la Ligue hellénique. Paix de Naupacte.
- 219 : seconde guerre d'Illyrie. Début de la deuxième guerre punique. Livraison de blé lagide à Rome en période de pénurie.
- 215 : alliance de Philippe V de Macédoine et d'Hannibal. Début de la première guerre de Macédoine.
- 212 : traité romano-étolien. Intervention de Rome dans la guerre.
- 211 : alliance de Rome et de la Ligue étolienne avec les villes de Sparte, Messène et Elis contre Philippe V de Macédoine.
- 205 : fin de la première guerre de Macédoine. Première intervention romaine dans le royaume lagide. À l'avènement d'un roi-enfant (Ptolémée V) et alors qu'Antiochos III est aux portes de l'Égypte, Rome obtient le retrait du Séleucide.
- 202 : fin de la deuxième guerre punique.
- 200 : alliance d'Attale de Pergame et de Rome.

### IIesiècle
- 200 - 197 : deuxième Guerre macédonienne.
- 196 : Rome proclame la liberté des Grecs.
- 195 : Hannibal auprès d'Antiochos III.
- 192 - 188 : guerre d'Antiochos ou étolo-syrienne. Passage des Romains en Asie.
- 188 : Paix d'Apamée. Retrait des Séleucides d'Asie Mineure. Apogée de Pergame et de Rhodes, alliés de Rome.
- 171 - 168 : troisième guerre de Macédoine.
- 168 : disparition du royaume antigonide. Intervention diplomatique de Rome dans la sixième guerre de Syrie : ultimatum à Antiochos IV : le légat Gaius Popilius Laenas l'oblige à lever le siège d'Alexandrie.
- 167 : pillage de l'Épire au retour des légions. Début de la révolte des Maccabées.
- Vers 166 : création du port franc de Délos aux dépens de Rhodes.
- 164 : premier partage du royaume des Ptolémées : troisième intervention romaine, lors de la guerre fratricide entre Ptolémée VI et son frère Ptolémée VIII, le sénat oblige à un partage du royaume.
- 149 - 148 : révolte d'Andriscus en Macédoine. Constitution de la province de Macédoine.
- 149 - 146 : troisième guerre punique.
- 147 - 146 : guerre d'Achaïe.
- 146 : destruction de Corinthe et de Carthage.
- 145 - 116 : règne agité de Ptolémée VIII Évergète II.
- 140 : extension du royaume parthe jusqu'en Mésopotamie.
- 133 : mort d'Attale III, qui lègue son royaume à Rome.
- 133 - 128 : révolte d'Aristonicos à Pergame. Constitution de la province d'Asie.
- 129 : défaite et mort d'Antiochos VII contre les parthes. Début du déclin séleucide.
- 121 : début du règne de Mithridate VI dans le Pont.

### Iersiècle
- 89 - 85 : première guerre mithridatique (Sylla).
- 88 : massacre des Italiens d'Asie.
- 86 : victoire de Sylla à la troisième bataille de Chéronée sur une armée de Mithridate VI.
- 80 : intervention de Sylla : à la mort de Ptolémée IX, sans héritier mâle légitime, Sylla installe sur le trône le prince de son choix, Ptolémée XI Alexandre II.
- 74 - 70 : deuxième guerre mithridatique (Lucullus).
- 67 - 63 : troisième guerre mithridatique et réorganisation de l'Orient par Pompée. Fin du royaume séleucide.
- 63 : fin du règne de Mithridate VI.
- 58 : Ptolémée XII Aulète se réfugie auprès de Pompée à Rome.
- 55 : intervention du gouverneur de Syrie Gabinius. Ptolémée Aulète est rétabli sur le trône.
- 54 - 51 : Caius Rabirius Postumus est ministre des finances du royaume lagide.
- 51 : avènement de Cléopâtre à Alexandrie.
- 48 : première guerre civile. Bataille de Pharsale en Thessalie. Exécution de Pompée réfugié en Égypte.
- 48 - 47 : soulèvement d'Alexandrie. Campagnes de César en Égypte et dans le Pont. Pour servir les intérêts de Cléopâtre, il liquide son frère-époux, Ptolémée XIII et met sur le trône le puîné, Ptolémée XIV. Liaison avec Cléopâtre. Naissance de Ptolémée XV (Césarion).
- 47 - 44 : Cléopâtre et Césarion à Rome.
- 44 : refondation de Corinthe par César, comme colonie romaine.
- 41 - 30 : intervention d'Antoine. Liaison avec Cléopâtre et naissance de trois enfants.
- 42 : deuxième guerre civile. Bataille de Philippes en Macédoine.
- 34 : Antoine à Alexandrie. Réorganisation de l'Orient autour d'Alexandrie.
- 31 : bataille d'Actium.
- 30 : organisation de la province d'Égypte après le suicide de Cléopâtre et Marc Antoine.
- 27 : constitution de la province d'Achaïe. Proclamation de l'Empire romain par Auguste, premier empereur de Rome.

## Grèce romaine
Note : les dates de cette partie se situent après Jésus-Christ.
- 25 : mort de Strabon.
- 66 - 67 : libération des Grecs par Néron et abolition de la province d'Achaïe.
- 74 : Réaction antiphilosophique et antihelléniste de Vespasien. Rétablissement de la province d'Achaïe.
- Vers 120 : mort de Plutarque.
- 124 - 125 : premier voyage d'Hadrien en Grèce et en Asie.
- 128 - 129 : deuxième voyage d'Hadrien.
- 131 - 132 : troisième voyage d'Hadrien. Fondation du Panhellénion.
- Milieu du IIe siècle : description de la Grèce (Périégèse) de Pausanias. Histoire d'Arrien (l’Anabase d'Alexandre et l’Histoire des Diadoques, dont il ne reste que des fragments).
- 162 : Odéon d'Hérode Atticus à Athènes.
- 166 : grande peste.
- 170 : invasion des Costoboques.
- 267 : invasion des Hérules.
- 393 : dernière olympiade.